# Escuela Ballet-Arte
La Escuela Ballet-Arte (inicialmente Escuela Municipal de Ballet) es una escuela de enseñanza de danza académica fundada en Venezuela en 1968 por Lidija y Gustavo Franklin, con la finalidad de llevar la enseñanza de la danza clásica a todos los sectores de la sociedad. Esta escuela se convertiría en la primera en ofrecer enseñanza gratuita en Caracas. 

## Historia
El 24 de febrero de 1968, Ballet-Arte inicia sus actividades con el nombre de “Escuela Municipal de Ballet”, por ser el Concejo Municipal del Distrito Federal quien diera el apoyo económico para su funcionamiento. La Escuela se establece en los altos del Teatro Municipal de Caracas gracias a las gestiones de Juan Liscano y Eduardo Morreo, Presidente y Secretario Ejecutivo de Fundateatro, respectivamente, quienes para entonces cedieron los espacios del teatro.
En mayo de 1973, el presidente de Fundateatro, Dr. Salvador Itriago, desaloja a la Escuela de los espacios del Teatro Municipal para ceder esos espacios para los ensayos de la ópera. La maestra Lidija Franklin para mostrar su desacuerdo con esa decisión y en protesta, siguió dictando sus clases de ballet en el medio de la calle a las puertas del teatro, causando gran escándalo en la sociedad caraqueña. 
Los esposos Franklin no se dieron por vencidos e iniciaron la búsqueda de un nuevo espacio. Durante 2 semanas repartieron las clases entre una escuela de enfermería en San Bernardino y la escuela privada de las Palmas; los siguientes 6 meses funcionaron en el YMCA de San Bernardino; luego utilizaron durante año y medio la mezzanina del edificio Celsa, en la Candelaria, cedida por el entonces Ministro de Educación Dr. Pérez Olivares; y, finalmente, gracias a las gestiones de María Cristina Newman, Elías Pérez Borjas y el Sr. Felipe Llerandi, la Escuela se muda en 1976 al P.H. del edificio Tajamar de Parque Central.
El 14 de noviembre de 1985, por decisión de la Asamblea General y en honor al fallecido Sr. Gustavo Franklin, se cambian los nombres a “Fundación Gustavo Franklin” y “Escuela Ballet-Arte”.
En 2010, el Concejo Municipal Libertador, les otorgó el Premio Municipal de danza, mención Mejor grupo de danza clásica, por «su trayectoria y meritorio esfuerzo en la formación de bailarines profesionales de danza clásica.»
En 2015, luego del incendio que afectó el último piso del edificio Tajamar en Parque Central donde la escuela tenía la sede, se quedaron sin salones para seguir impartiendo las clases. Provisionalmente el Teatro Teresa Carreño les ha otorgado salas de clase para que no paralicen sus actividades.
Desde su fundación han graduado 22 promociones, de las cuales han egresado 95 profesionales de la danza.

## Método de enseñanza
Inicialmente la Escuela Ballet-Arte se dedicaba de forma exclusiva a la formación del bailarín en técnica clásica. Con el paso de los años ha ido incorporando a su pensum de estudio una serie de materias como:
- Danza Contemporánea
- Danza Folklórica
- Gimnasia
- Música aplicada a la Danza
- Expresión Corporal
- Metodología de la Enseñanza
- Nomenclatura de la Danza

Todas estas materias son consideradas indispensables para complementar el proceso formativo de los estudiantes y hacer de ellos bailarines, docentes o coreógrafos capaces de desempeñarse en todas las áreas de la Danza.  

## Presentaciones
Sus alumnos han participado en grandes producciones de la compañía Ballet Nacional de Caracas Teresa Carreño como El Cascanueces, Coppelia, Lago de los Cisnes, Don Quijote, Romeo y Julieta y Van Gogh. Igualmente, han participado con el Ballet Contemporáneo de Caracas en el espectáculo didáctico multimedia Ven a Danzar; y con Río Teatro Danza Caribe y la Compañía Nacional de Teatro en la obra Violeta.
En 2010 fueron invitados a participar, junto a otras tres escuelas, en la segunda edición del Festival Viva Nebrada. En 2013 son nuevamente invitados por los organizadores del Festival Viva Nebrada para participar en espectáculos en el Teatro Nacional.

## Maestros
Entre los maestros de Danza Académica que han contribuido con la formación profesional del alumnado se encuentran: Lidija Franklin, Julio Lamas, Vicente Abad, Roumen Rachev, Irina Lopujov, Rafael Portillo, Mercedes Bernárdez, Isabel Franklin, Zurima Tamariz, Freddy Carmona, Graciela Díaz y Yolanda Pérez, entre otros. 
En Danza Contemporánea: Pedro Goitía, Rafael González, David Osorio, Elio Martínez y Betsabe Correa.
En Expresión Corporal: Rocío Rovira, María Teresa Haiek y Betsabé Correa.
Y en Folklore: Gustavo Silva, Yadira Ardila, Reyna Vera y Natividad González.

## Repertorio
Forma parte del amplio repertorio de esta Escuela: Músicas y Danzas Antiguas, Las Sílfides, Bodas de Swanilda, Suite Cascanueces, Baile de Graduados, II Acto del Lago de los Cisnes, Giselle, e innumerables Pas de Deux del repertorio clásico. Además, la Escuela ha tenido el honor de incluir en su repertorio coreografías de Lidija Franklin, Julio Lamas, Vicente Abad, Isabel Franklin, Rocío Rodríguez, Elio Martínez, Betsabe Correa, Gustavo Silva, Yadira Ardila, Reyna Vera y Natividad González, entre otros.